# Constantí Euforbè Catacaló
Constantí Euforbè Catacaló (grec medieval: Κωνσταντῖνος Εὐφορβηνὸς Κατακαλών, Konstandinos Evforvinós Katakalon), de vegades esmentat com a Constantí Catacaló, Constantí Euforbè o Euforbè Catacaló, fou un noble romà d'Orient i un dels generals més destacats d'Aleix I Comnè (r. 1081-1118).
Constantí, un dels plançons de les nissagues dels Catacaló i els Euforbè, apareix a les fonts per primera vegada quan dirigí el regiment de Coma i el contingent turc de l'exèrcit d'Aleix Comnè a la batalla de Calaura el 1078.
Torna a ser mencionat en les llistes del Concili de Blaquernes del 1094, amb la dignitat de protocuropalata i vintè en l'ordre de precedència dels aristòcrates i cortesans participants en la reunió. L'any següent, participà en la campanya d'Aleix contra els cumans i el pretendent impostor Constantí Diògenes. Aleix l'envià a atacar els cumans mentre travessaven el pas de Zigos, però els cumans, guiats pels valacs de la zona, se li avançaren i capturaren la ciutat de Goloi. Tanmateix, Catacaló atacà els cumans que havien sortit a buscar queviures i feu un centenar de presoners, gesta per la qual fou designat nobilíssim. Seguidament, fou destinat a auxiliar la ciutat d'Adrianòpolis, assetjada pels cumans. Intentà entrar a la ciutat des del sud, però els cumans el sorprengueren i anà de ben poc que no perdés la vida. Poc després, ajudà Alacaseu a enxampar el pretendent a Putza, prop d'Adrianòpolis.
El 1096, l'emperador li encomanà rescatar allò que quedava de la Croada Popular, que havia estat derrotada i gairebé anihilada pels seljúcides. Els turcs es retiraren davant seu i Catacaló salvà els croats supervivents. Cap al tombant del segle xi fou nomenat dux (governador militar) de Xipre, càrrec que ocupà com a mínim fins al 1102/1104. Un dels seus segells que han perdurat fins a l'actualitat el presenta com a dux de Xipre i curopalata, no com a nobilíssim, fet que podria indicar que Catacaló ja havia desenvolupat aquestes funcions abans de ser promogut.
El 1108, Catacaló formà part d'una ambaixada tramesa per Aleix a Bohemon, que assetjava la plaça forta de Dirràquion. La delegació romana d'Orient el convencé de pactar amb l'imperi i l'escortà al campament imperial a Deàvolis, on se signà el tractat de Devol.
Catacaló era un dels oficials que gaudien de més estima i confiança per part d'Aleix. Per aquest motiu, al seu fill Nicèfor li fou concedida la mà de Maria Comnena, la segona filla de l'emperador, amb qui tingué diversos fills.